# Donji Lapac
Donji Lapac je općina u Hrvatskoj. Nalazi se u Ličko-senjskoj županiji.

## Zemljopis
Donji Lapac se nalazi u istočnoj Lici, kraju poznatom po imenu Ličko Pounje, ispod planine Plješivice. Komunikacijski je povezan s Bihaćem na sjeveru, na jug put vodi ka Gračacu, Kninu i Zadru te preko planine Plješivice novoasfaltiranom cestom s Korenicom i Plitvičkim jezerima.
Nadmorska visina: 582 m.

## Stanovništvo
Od 626. godine do turske okupacije 1527. godine ovaj kraj naseljavali su isključivo Hrvati. Nakon oslobođenja od Turaka 1791. godine do 1941. godine, stanovništvo Donjeg Lapca i okolnih sela činili su Hrvati i Srbi, pri čemu su drugi imali većinu. Tijekom II. svjetskog rata, četnici su posve etnički očistili naselja s hrvatskim stanovništvom Boričevački Bubanj, Podlisac, Kalati, Mišljenovac, Donji Lapac, Gornji Lapac i Brotnju. Poslije četničkog terora nad hrvatskim stanovništvom provedenog od 27. srpnja 1941. godine, ova naselja s preko 3000 Hrvata katolika, kako bilježe matice rođenih posve su etnički očišćena.

### Popis 2011.
Po popisu stanovništva iz 2011. godine, općina Donji Lapac imala je 2113 stanovnika.
Nacionalni sastav stanovništva prema popisu iz 2011. bio je sljedeći:
- Srbi – 1704 (80,64 %)
- Hrvati – 397 (18,79 %)

### Popis 2001.
Po popisu stanovništva iz 2001. godine, općina Donji Lapac imala je 1880 stanovnika, raspoređenih u 18 naselja:
- Birovača – 103
- Boričevac – 24
- Brezovac Dobroselski – 3
- Bušević – 2
- Dnopolje – 158
- Dobroselo – 94
- Doljani – 95
- Donji Lapac – 812
- Donji Štrbci – 25
- Gajine – 71
- Gornji Lapac – 32
- Gornji Štrbci – 4
- Kestenovac – 30
- Kruge – 49
- Melinovac – 4
- Mišljenovac – 2
- Nebljusi – 166
- Oraovac – 206

Nacionalni sastav stanovništva prema popisu iz 2001., bio je sljedeći:
- Srbi – 1383 (73,56)
- Hrvati – 471 (25,05)
- Česi – 1
- Slovenci – 1
- Talijani – 1
- ostali – 1
- neopredijeljeni – 10 (0,53)
- nepoznato – 12 (0,64)

Nacionalni sastav 1910. izgledao je ovako:
- Srbi –    15995 (91,75 %)
- Hrvati –  1435 (8,23 %)
- Nijemci – 2
- Ostali – 1
- Ukupno – 17433

Do novog teritorijalnog ustrojstva Republike Hrvatske, postojala je bivša velika općina Donji Lapac koja je obuhvaćala istočne dijelove današnje općine Gračac.

### Kretanje stanovništva naselja Donji Lapac
- 2011. – 947
- 2001. – 812
- 1991. – 1791
- 1981. – 1590
- 1971. – 1286

## Uprava
Općinu čine gradić Donji Lapac (812 st.) i 17 okolnih sela. Područje mjesta Srb s okolnim selima, koje je pripadalo prijeratnoj općini Donji Lapac, danas se nalazi u općini Gračac u Zadarskoj županiji.

## Povijest
Donji Lapac je osnovan krajem 18. stoljeća kada je završetkom austrijsko – turskog rata svištovskim mirom 1791. godine Ličko Pounje vraćeno Hrvatskoj u sastavu Habsburške monarhije. Njegov razvoj je posljedica desetljetnog graničnog položaja u sustavu Hrvatsko-slavonske vojne krajine. Od ukidanja Hrvatsko-slavonske vojne krajine 1886.godine Dojni Lapac postaje sjedište općine u županiji Lika-krbava u Hrvatskoj.
Donji Lapac se nalazi u dinarskom krškom vapnenačkom kraju, smješten usred Lapačkog polja. Već u pretpovijesnoj i antičkoj prošlosti (željezno i rimsko doba) u blizini je bilo naselje, što svjedoče pronađeni ostatci brojnih predmeta iz tih vremena. 
U srednjem vijeku Donji Lapac je bio sijedište stare hrvatske Lapačke župe (županije). Stanovnici te starohrvatske županije nazivali su se Lapčani. Najslavniji Lapački junak iz predturskog razdoblja bio je Petar Kružić, rođen u Krugama u župi Nebljusi, proslavio se kao glasoviti branitelj grada Klisa ali i cjele hrvatske granice od Turaka. Jedan od najpoznatijih Lapčana i znameniti kroničar Krbavske bitke iz 1493. godine pop Martinac također je bio "plemenom Lapčanin". Crkveno je lapačka župa bila dio kninske biskupije, a svi stanovnici lapačke župe bili su katolici i Hrvati. Dana 24. kolovoza 1435. povijesne isprave spominu lapačkog arhiđakona i kninskog kanonika. S obzirom na to da je lapac imao arhiđakonat, a to je veća teritorijalna jedinica od dekanata, to potvrđuje da je onda bilo mnogo župa, crkava i svećenika u lapačkom kraju i okolici. 
Lapačka je župa bila u sastavu Krbave, dok je 1449. god. pripadao Frankopanima. Stari grad Lapac bio je na izoliranom brijegu Obljaju (666 m), koji se diže u Lapačkom polju južno od Donjeg Lapca. Kada su Turci zaposjeli Krbavu te istočni i južni dio Like okupiran je i Lapac. Lapački je kraj pao pod Turke 1527. Nakon Mohačke bitke, Ličko Pounje s Lapačkom župom došlo je u posjed osmanskog Carstva u čijem je sastavu bio pune 264 godine (1527. – 1791. godine). Dakle, gotovo stoljeće duže nego ostali dio Like, zapadno od reljefne barijere Plješivice. Naime, dok je u "turskoj Lici i Krbavi" osmanlijska vlast formalno prestala Karlovačkim mirom 1699. godine, Ličko Pounje oslobođeno je osmanlijske vlasti Mirom u Svištovu (1791. gadine). U osmanlijskom razdoblju taj je prostor bio organiziran kao zaseban kotar (Boričevac) u okviru Kliškog sandžaka. Za razliku od novoosvojenih područja zapadno od Plješivice, Osmanlije su taj prostor dijelom naselili već ubrzo poslije zaposjedanja, kao potporu tvrđavskim naseljima u Boričevcu i Ostrovici na Uni. Nakon njihovog izgona iz Like 1689. godine Lapac je ostao pod turskom okupacijom sve do Svištovskog mira 1791. godine kada je oslobođen te vračen u sastav Hrvatske u sklopu Habsburške monarhije. Poslije ustrojavanja vojne granice u Lici prema Turskom carstvu, Donji Lapac s Gornjim pounjem potpao je pod Hrvatsko-slavonsku vojnu krajinu, gde ima funkciju tipičnog manjeg vojno-pograničnog središta. Nakon protjerivanja većine starosjedilačkih Hrvata tijekom obrambenog protuturskog rata, do novog naseljavanja Gornjeg pounja došlo je sredinom 16. stoljeća, kada su iz dubine balkanskog poluotoja Turci doveli novo stanovništvo, pravoslavne stočare Vlahe, kasnije opredijeljene Srbe i islamizirano stanovništvo Muslimane. Muslimani su se pretežno nastanili u podgrađima tvrđavskih naselja, gdje su, uz ratarstvo, razvijali obrt i trgovinu, dok je pravoslavno stanovništvo naseljeno u malim skupinama na širem prostoru između naselja, pri čemu se uz tradicionalno stočarenje uključivalo u vojne pohode kao martološke formacije. Kao indikator tadašnje naseljenosti posredno može poslužiti padatak iz prvog popisa tog prostora, iz 1577. godine prema kojem je u Boričevcu bilo stacionirano 70 turskih konjanika i 1100 turskih pješaka, a u Ostrovici 60 turskih konjanika i 1150 turskih pješaka.
U 16. stoljeću srušena je mjesna katolička crkva.
Nakon razornog austro-turskog rata 1788. – 1791. godine Gornje pounje je ponovno znatno opustjelo. Poslije Svištovskog mira, odnosno završetka međudržavnog razgraničenja između Habsburške monarhije i Turskog carstva 1795. godine, krenulo se s ponovnim planskim naseljavanjem Gornjeg Pounja. Uz vrlo malo preostalog stanovništva, na strateški važnim prijelazima uz granicu prema Turskom carstvu oko Zavalja, Boričevca te dijelom u oba Lapca, Oraovc, Brotnju i nešto u Srb vraća se hrvatsko stanovništvo. Dok je na područja po unutrašnjosti Gornjeg pounja naseljeno većinom pravoslavno stanovništvo. Na taj način Lapačko područje dobilo je ponovno većim dijelom novu strukturu stanovništva. Muslimani, kojih je na tom području u osmanlijskom razdoblju bilo razmjerno ponajviše, izbjegli su na drugu stranu granične rijeke Une, te na Petrovačko i Bilajsko/Bjelajsko polje, odnosno krupški, bihaćki i cazinski kotar. Prilikom razgraničenja 1795. godine tek je u Donjem Lapcu registrirano 60 kuća, po čemu je to tada bilo vodeće naselje u tzv. cijelome Unskom krugu (Ličko Pounje). 
Tijek ponovnog naseljavanja Gornjeg pounja. Na ispražnjeni prostor vojne granice, austrijske vojne vlasti doseljavale su stanovništvo iz agrarno prenaseljenih područja, poglavito iz bližih dijelova Like. Tako su na Lapačko područje, uz nešto malo preostalog nemuslimanskog stanovništva, doseljeni pravoslavci i katolici, od kojih prvi u većem broju. Pravoslavci su nastanili 2/3 Donji Lapac i 1/2 Gornji Lapac, 3/4 Oraovac i većinom Dnopolje, Kruge i Nebljuse, dok su katolici nstanili Boričevac, Zavalje, Veliki Skočaj, Mali Skočaj, Međudražje, Baljevac, 1/2 Gornji Lapac,1/3 Donji Lapac, 1/4 Oraovac te Brotnju.
I nakon priključenja tog dijela hrvatskog Pounja Lici 1791. godine Osmanlijsko Carstvo zadržalo je strateški važan mostobran na rijeci Uni s vojnom posadom u Ostrvici, tako da je ostala nesigurnost koja je ograničavala gospodarski razvoj čak i u drugoj polovici 19. stoljeća. Organizacija vojnog uređenja granice na tome novooslobođenom području, tekla je vrlo sporo, tako su 1800. gadine ustrojene dvije satnije na tome novooslobođenom području Ličke regimente Hrvatsko-slavonske vojne krajine.
Područje Boričevca i Donjeg Lapca s okolicom obuhvaćala je Dobroselska satnija koja je imenovana po svome prvome sjedištu – Dobroselu, povoljno smještenom naselju podalje od granične crte, podno prijevoja Lumbardenik, između naseljenih zona u Lapačkom polju i gornjounskaj dolini. 
U jednam od upada osmalijske vojske, 1809. godine teže su oštećens naselja Donji i Gornji Lapac, te susjedna sela Boričevac i Oraovac. To je nametnulo potrebu novog preustroja organizacije, povezano s tim je 1826. godine sjedište satnije premješteno u Donji Lapac.
Od tada se Donji Lapac postupno počinje razvijati kao tipično hrvatsko pogranično središte s izgledom tzv. cestovnog naselja. Veze kroz dolinu Lapačkih korita za sjeverozapadni naseljeni podpIješivički pojas starih Nebijuha, te nova u 19. st. izgrađena cesta preko prijevoja podno Kuka, prometna veza s Boričevačkom dolinom prema graničnom prijelazu ('rašteI' Lisičjak) i Kulen Vakufu, zatim dobra povezanost dolinom Une prema jugu i naselju Srb osiguravaju Donjem Lapcu ulogu prometnog središta Ličkog pounja. Nakon oslobođenja Bosne i Hercegovine od Turaka prestala je potreba za vojnom granicom krajiškog tipa, te je 1887. godine dokinuta hrvatsko-slavonska vojna krajina a pogranično područje vraća se u civilni sastav Trojedne kraljevine Hrvatske-Slavonije i Dalmacije. U to vrijeme postupnim upravnim izdvajanjem Ličkog Pounja iz sastava Krbavske upravne cjeline, osnovana je samostalna općina sa sjedištem u Donjem Lapcu (1892.godine), čime se Donji Lapac nesmetano počinje razvijati kao upravno središte Ličkog pounja.
Poslije ukidanja Vojne krajine od 1886. godine Donji Lapac je općinsko središte u kotaru Udbina, a od 1892. godine i kotarsko središte u županiji Lika-Krbava u sastavu Trojedne kraljevine Hrvatske-Slavonije i Dalmacije. Ovakav ustroj bio je i poslije II Svjetskog rata, jer je D.Lapac bio općinsko i kotarsko središte, da bi 1955. godine postao središte veće, a sada već bivše, istoimene općine. Novom teritorijalnom podjelom Republike Hrvatske, Donji Lapac je zadržao ulogu općinskog središta Ličkog pounja.
Kroz cijelu povijest Donji Lapac bio je, ne samo upravno, nego i vjersko, trgovačko, obrtničko i sajmišno središte cijelog tog agrarno-stočarskog kraja s razvijenim središnjim uslužnim funkcijama. U novije vrijeme počela se razvijati i industrija. Brojni ratovi u daljnoj i bližoj povijesti na ovom pograničnom prostoru iza sebe su ostavljali pustoš i nazadovanje. Tako je bilo i nakon II. svjetskog rata, kada su četničke bande uništile Boričevac te djelove Gornjeg Lapca i središte Donjeg Lapca koje je bilo potpuno uništeno, a znatan je broj porušenih i oštećenih kuća i stanova ostao u Donjem Lapcu dok je hrvatsko stanovništvo Ličkog pounja bilo većinom prognano ili ubijeno. I nakon posljednjeg Domovinskog rata mjesto je znatno stradalo, te je iz njega izbjegao znatan dio stanovnika srpske narodnosti koji su zavedeni velikosrpskom politikom ustali protiv vlastite domovine Hrvatske te počinili ratne zločine. 
Nakon završetka Domovinskog rata u opustjelom Donjem Lapcu našao je novi dom znatan broj izbjeglica prognanih iz Bosne i Hercegovine. U Donji Lapac vratio se i dio potomaka prognanih Boričevljana iz različitih dijelova Hrvatske, ponajviše iz Bjelovara i Slavonskog Broda. Također u njega se vratio i dio prijeratnog srpskog stanovništva koje se nije ogriješilo u ratu, te koje poštuje i voli svoju domovinu Hrvatsku.
Danas se Donji Lapac oporavio od rata te se u modernoj Republici Hrvatskoj počeo razvijati kao otvorena multietnička i multikulturna sredina s težištem razvoja na turizmu i poljodijelstvu. Ravnopravnost i sloga svih stanovnika Ličkog pounja, bez obzira na narodnost i vjeroispovjed zalog je za bolju budućnost i usmjerena je prema razvoju i napretku za sve stanovnike općine Donji Lapc. Ovo se očituje kroz dvojezičnost i državnu upravu, te kroz vijeće općine gdje većinsko stanovništvo ima načelnika a manjinsko donačelnika. Također u samostalnoj Republici Hrvatskoj Hrvatima gornjeg Pounja i Donjeg Lapca ispravlja se povijesna nepravda, obnovljena je katolička crkva u Boričevcu, počela su se vračati nekadašnja oduzeta imanja Hrvata Boričevljana, zatim konačno su i Hrvati u Donjem Lapcu dobili svoju novu crkvu, koje nije bilo još od turskih vremena, još 489 godina u prošlosti.
Ovo je prva nova crkva (Crkva sv. Ivana Pavla II. u Donjem Lapcu) u novom vijeku na ovim prostorima Like i ličkog Pounja i ujedno prva crkva u RH posvećena u čast sv. Ivanu Pavlu II. 28. svibnja 2015. godine postavljen je kamen temeljac koji je blagoslovio sami Ivan Pavao II. prigodom posjeta Hrvatskoj 4. listopada 1998. godine., a temelje je blagoslovio biskup gospićko-senjski Mile Bogović. Crkva se gradi po projektu Jerka Bošnjaka, oko 200 metara od središta Donjeg Lapca. 30. travnja 2016. bivši biskup Mile Bogović, ondašnji upravitelj biskupije posvetio je zvona na crkvi pape Ivana Pavla II. i u prigodnom govoru naglasio "je u ovim krajevima u 16.stoljeću bio arhiđakonat sa sjedištem u Kninu a prostirao se preko Srba, D.Lapca sve do Bihaća i Cazina."  Gospićko-senjska biskupije je uz pomoć i svekoliku potporu vjernika Donjeg Lapca izgradila crkvu. 2016. ovaj je župna crkva zgotovljena. Biskup Zdenko Križić posvetio je 8. listopada 2016. novoizgrađenu crkvu, a svečanosti je nazočilo mnoštvo naroda u narodnim nošnjama i brojni svećenici i vjernici iz Gospićko-senjske biskupije te uglednici iz lokalne vlasti. Ovime su župljani, oko 300 Hrvata-katolika koliko ih je u Donjem Lapcu, napokon dobili odgovarajući prostor za molitveno okupljanje. Ti Hrvati su vjernici koji su prognani iz BiH i koji su 20 godina čekali izgradnju crkve, a dotad su se vjernici za vjerske svrhe okupljali u dječjem vrtiću. U oltar su ugrađene moći Ivana Pavla II., a biskup je posebnim aktom proglasio posebnim župama župu Donji Lapac i župu Boričevac, dotad spojene u jednu župu Boričevac – Donji Lapac. Na svečanosti posvećenja na zvoniku crkve vihorila se ista ona hrvatska zastava koju je 1995. godine na kninskoj tvrđavi izvjesio predsjednik RH dr. Franjo Tuđman.
Prva nedjeljna misa održana je 10. listopada 2016., a misno slavlje predvodio je župnik župe Donjeg Lapca vlč. Dino Rupčić. Za 22. listopada najavljeno je održavanje redovne svete mise uz blagoslov župne kuće, a sveti čin sveti čin obavit će senjski župnik dr. Richard Pavlić. 
Izgradnjom crkve župnik župe Donji Lapac i Zavalje preselio je u Donji Lapac radi lakšeg obavljanja pastoralne službe.

## Gospodarstvo
Do 1991. godine bila je razvijena drvna i tekstilna industrija. Veliki broj stanovnika općine bavio se poljoprivredom. Također, veliki dio stanovništva bio je zaposlen u "Likatransu" koji je s preko 100 teretnih vozila i autobusa zaposljavao preko 200 ljudi.
Danas je situacija dosta teška jer su posljedice rata ostavile trag na prijeratnom gospodarstvu. Mogućnost zapošljavanja se nudi u gradskom komunalnom poduzeću,drzavnoj upravi te u zdravstvu i prosvjeti. Bivša drvna industrija pokrenula je proizvodnju i trenutno zapošljava četrdesetak radnika. Obrta nema. Od malih poduzetnika tu su trgovci i ugostitelji. Težište budućeg razvoja općine Donji Lapac leži u intenziviranju kapaciteta planinskog turizma za koji postoje svi relevantni preduvjeti.
Danas je Donji Lapac područje od posebne državne skrbi.

## Poznate osobe
- Petar Kružić, hrvatski ban
- Pop Martinac, kroničar Krbavske bitke
- Milan Đukić, hrvatski političar
- Veljko Narančić, hrvatski atletičar
- Andrija Rašeta, general JNA

## Spomenici i znamenitosti
Čitavo područje je idealno za razvoj planinskog turizma jer obiluje netaknutom prirodom (planinom Plješivica, rijeka Una).
Zapadnu granicu općine zatvara šumom obrasla Plješivica, obitavalište medvjeda, srna, zečeva, vukova i lisica. Istocnu granicu čini slikovita Una bogata pastrvom i klenom.
Veliki je lovno – ribolovni potencijal ovoga kraja.
- Obnovljena crkva Male Gospe u Boričevcu proglašena je kulturnim dobrom.

## Obrazovanje
Trenutačno u Lapcu postoji samo osnovna škola u kojoj se školuje tek stotinjak učenika. Po završetku osmogodišnjeg školovanja manji broj nastavlja svoje daljnje školovanje u Korenici, Zadru ili Rijeci. Manji broj se odlučuje za Zagreb. Rijeka i Opatija su zanimljivi za daljnje školovanje jer omogućavaju potencijalno zapošljavanje u nacionalnom parku Plitvička jezera.

## Kultura
Na području općine Donji Lapac djeluje poznato kulturno-umjetničko društvo "KUD Kraljica Katarina", koje sudjeluje na smotrama folklora diljem Republike Hrvatske, te promiče Donji Lapac kao zanimljivo kulturno odredište u našoj domovini.

## Šport
- NK Jedinstvo Donji Lapac, klub ugašen 1995. godine
- Klub ekstremnih i avanturističkih sportova “Una – Štrbački Buk”

## Vanjske poveznice
Službena stranica Općine Donji Lapac

Klub ekstremnih i avanturističkih sportova “Una – Štrbački Buk”  Arhivirana inačica izvorne stranice od 24. rujna 2009. (Wayback Machine)